# DN39A
DN39A este un drum național cu 2,5 km cu intersecție DN39 la Agigea și Portul Constanța Sud - Agigea